# Ченгето на мола 2
„Ченгето на мола 2“ (на английски: Paul Blart: Mall Cop 2) е американски филм от 2015 година, екшън комедия на режисьора Анди Фикман по сценарий на Ник Бакай и Кевин Джеймс.
Филмът е продължение на „Ченгето от мола“ (2009) със същия главен герой - охранител в търговски център. Сюжетът е развит около негова ваканция, по време на която пътува до Лас Вегас със своята дъщеря тийнейджърка. Главните роли се изпълняват от Кевин Джеймс, Рейни Родригес, Едуардо Верастеги, Нийл Макдонъф.